# Leichtathletik-Weltmeisterschaften 1999/800 m der Männer

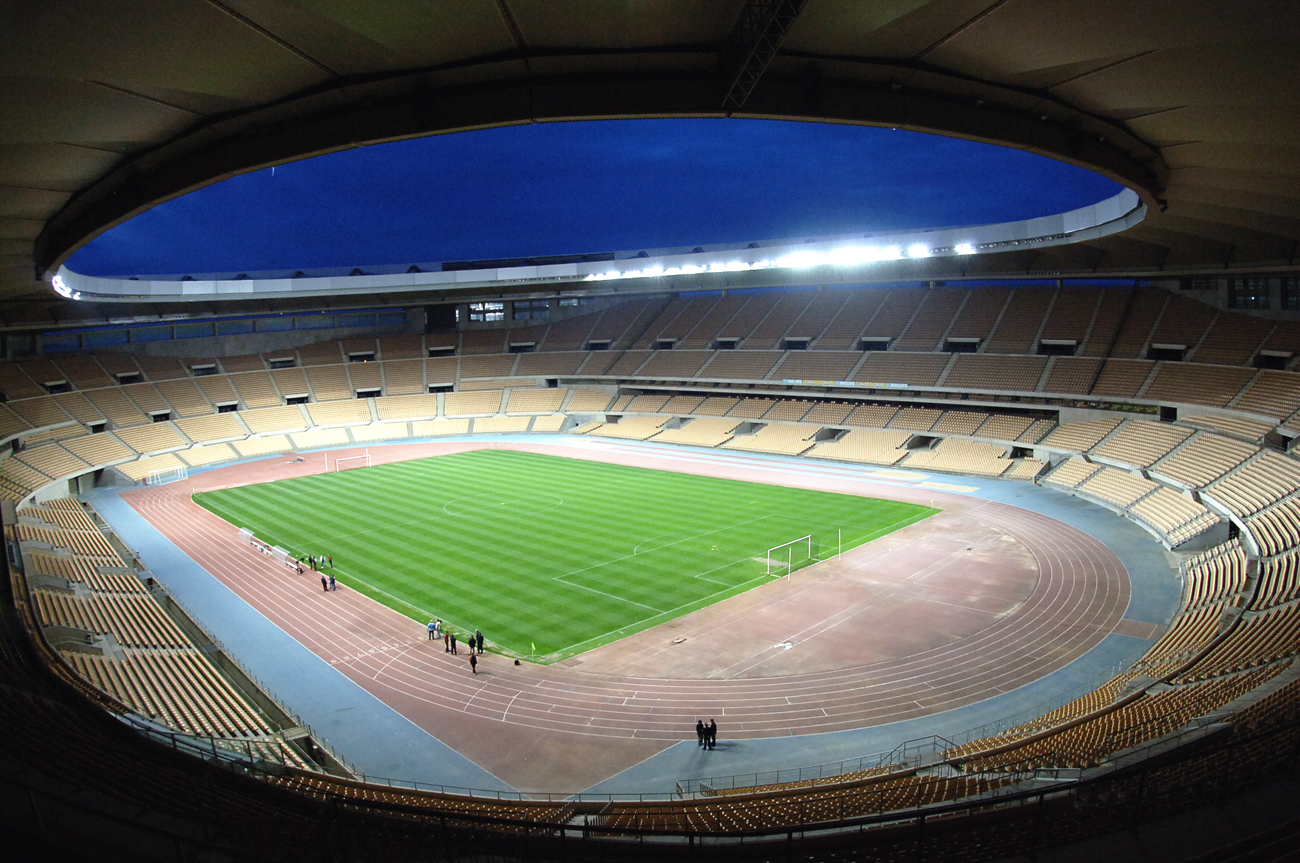
Das Olympiastadion von Sevilla im Jahr 2011

Der 800-Meter-Lauf der Männer bei den Leichtathletik-Weltmeisterschaften 1999 wurde vom 26. bis 29. August 1999 im Olympiastadion der spanischen Stadt Sevilla ausgetragen.
Seinen dritten WM-Titel in Folge errang der für Dänemark startende Wilson Kipketer, der auch Inhaber des Weltrekords war. Er gewann vor dem südafrikanischen Olympiazweiten von 1996 Hezekiél Sepeng. Bronze ging an den Algerier Djabir Saïd-Guerni.

## Bestehende Rekorde
| Weltrekord               | 1:41,11 min | Wilson Kipketer  | Köln, Deutschland       | 24. August 1997   |
| Weltmeisterschaftsrekord | 1:43,06 min | Billy Konchellah | WM 1987 in Rom, Italien | 1. September 1987 |

Der bestehende WM-Rekord wurde bei diesen Weltmeisterschaften nicht eingestellt und nicht verbessert.
Der für Dänemark startende Weltmeister Wilson Kipketer – bei den vorangegangenen Weltmeisterschaften um 32 Hundertstelsekunden über dem bestehenden Rekord – verfehlte diesen Rekord im Finale am 29. August diesmal nur um 24 Hundertstelsekunden.
Es wurden zwei Landesrekorde aufgestellt.
- Carlos Calvo (Luxemburg) – 1:48,48 min (6. Vorlauf am 26. August)
- Djabir Saïd-Guerni (Algerien) – 1:44,18 min (Finale am 29. August)

## Vorrunde
Die Vorrunde wurde in acht Läufen durchgeführt. Die ersten beiden Athleten pro Lauf – hellblau unterlegt – sowie die darüber hinaus acht zeitschnellsten Läufer – hellgrün unterlegt – qualifizierten sich für das Halbfinale.

### Vorlauf 1

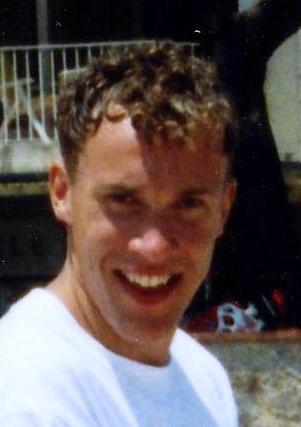
Vebjørn Rodal, 1996 Olympiasieger, verpasste das Halbfinale um einen Rang
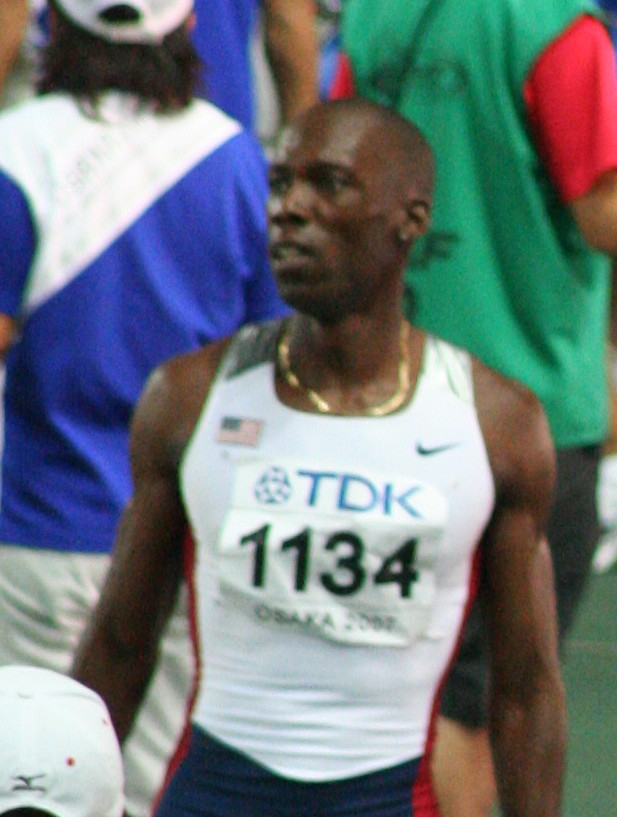
Khadevis Robinson schied als Fünfter seines Vorlaufs aus

26. August 1999, 21:45 Uhr
| Platz | Name               | Nation   | Zeit (min)                    |
| ----- | ------------------ | -------- | ----------------------------- |
| 1     | Wilson Kipketer    | Dänemark | 1:47,29                       |
| 2     | Savieri Ngidhi     | Simbabwe | 1:47,58                       |
| 3     | Vebjørn Rodal      | Norwegen | 1:48,05                       |
| 4     | Assane Diallo      | Senegal  | 1:48,06                       |
| 5     | Khadevis Robinson  | USA      | 1:48,31                       |
| 6     | José Manuel Cerezo | Spanien  | 1:50,08                       |
| DSQ   | Milton Browne      | Barbados | IAAF Rule 163.2 – Behinderung |

### Vorlauf 2
26. August 1999, 21:57 Uhr
| Platz | Name                 | Nation         | Zeit (min)                       |
| ----- | -------------------- | -------------- | -------------------------------- |
| 1     | André Bucher         | Schweiz        | 1:46,81                          |
| 2     | Wojciech Kałdowski   | Polen          | 1:46,88                          |
| 3     | Arthémon Hatungimana | Burundi        | 1:47,08                          |
| 4     | Mark Sesay           | Großbritannien | 1:47,48                          |
| 5     | Mouhssin Chehibi     | Marokko        | 1:47,65                          |
| 6     | Frederick Onyancha   | Kenia          | 1:47,76                          |
| 7     | Naseer Ismail        | Malediven      | 1:56,67                          |
| DSQ   | Karma Dorji          | Bhutan         | IAAF Rule 163.3 – Bahnübertreten |

### Vorlauf 3
26. August 1999, 22:04 Uhr
| Platz | Name                  | Nation     | Zeit (min) |
| ----- | --------------------- | ---------- | ---------- |
| 1     | Andrea Longo          | Italien    | 1:45,01    |
| 2     | Grant Cremer          | Australien | 1:45,21    |
| 3     | Adem Hecini           | Algerien   | 1:46,13    |
| 4     | James Nolan           | Irland     | 1:46,38    |
| 5     | Kim Soon-Hyung        | Südkorea   | 1:46,78    |
| 6     | Guillaume Douceret    | Frankreich | 1:47,69    |
| 7     | Mohamed Abd El Rahman | Sudan      | 1:53,67    |

### Vorlauf 4
26. August 1999, 22:11 Uhr
| Platz | Name                 | Nation         | Zeit (min)                        |
| ----- | -------------------- | -------------- | --------------------------------- |
| 1     | Rich Kenah           | USA            | 1:47,95                           |
| 2     | Kennedy Kimwetich    | Kenia          | 1:48,45                           |
| 3     | Fakta Khaled Azerkan | Schweden       | 1:48,46                           |
| 4     | Crispen Mutakanyi    | Simbabwe       | 1:48,73                           |
| 5     | Aleksandr Trutsko    | Belarus        | 1:48,99                           |
| 6     | Curtis Robb          | Großbritannien | 1:49,13                           |
| 7     | Batmunkh Banzragch   | Mongolei       | 2:02,45                           |
| DSQ   | Lucky Hadebe         | Südafrika      | IAAF Rule 163.3b – Bahnübertreten |

### Vorlauf 5
26. August 1999, 22:18 Uhr
| Platz | Name                  | Nation      | Zeit (min) |
| ----- | --------------------- | ----------- | ---------- |
| 1     | Djabir Saïd-Guerni    | Algerien    | 1:45,65    |
| 2     | Hezekiél Sepeng       | Südafrika   | 1:46,01    |
| 3     | Nico Motchebon        | Deutschland | 1:46,18    |
| 4     | Rachid Khouia         | Marokko     | 1:46,96    |
| 5     | Ian Roberts           | Guyana      | 1:47,53    |
| 6     | Urmet Uusorg          | Estland     | 1:48,85    |
| 7     | Mohammed S.M. Albayed | Palästina   | 1:52,53    |

### Vorlauf 6
26. August 1999, 22:25 Uhr
| Platz | Name                   | Nation         | Zeit (min) |
| ----- | ---------------------- | -------------- | ---------- |
| 1     | Johan Botha            | Südafrika      | 1:46,59    |
| 2     | Jean-Patrick Nduwimana | Burundi        | 1:46,73    |
| 3     | Nils Schumann          | Deutschland    | 1:46,79    |
| 4     | João Pires             | Portugal       | 1:47,07    |
| 5     | Jason Lobo             | Großbritannien | 1:47,53    |
| 6     | Balázs Korányi         | Ungarn         | 1:47,60    |
| 7     | Carlos Calvo           | Luxemburg      | 1:48,48 NR |

### Vorlauf 7
26. August 1999, 22:32 Uhr
| Platz | Name               | Nation     | Zeit (min) |
| ----- | ------------------ | ---------- | ---------- |
| 1     | Japheth Kimutai    | Kenia      | 1:45,66    |
| 2     | Roman Oravec       | Tschechien | 1:45,80    |
| 3     | Bryan Woodward     | USA        | 1:45,98    |
| 4     | Glody Dube         | Botswana   | 1:46,67    |
| 5     | Zach Whitmarsh     | Kanada     | 1:47,01    |
| 6     | Tor Øivind Ødegard | Norwegen   | 1:47,07    |
| 7     | Víctor Martínez    | Andorra    | 1:48,73    |

### Vorlauf 8
26. August 1999, 22:39 Uhr
| Platz | Name                       | Nation             | Zeit (min) |
| ----- | -------------------------- | ------------------ | ---------- |
| 1     | Wilson Kirwa               | Finnland           | 1:46,20    |
| 2     | Roberto Parra              | Spanien            | 1:46,22    |
| 3     | Norberto Téllez            | Kuba               | 1:46,24    |
| 4     | Mahjoub Haïda              | Marokko            | 1:46,86    |
| 5     | Panayiótis Stroubákos      | Griechenland       | 1:48,56    |
| 6     | David Matthews             | Irland             | 1:49,52    |
| 7     | Ketson Kabiriel            | Nördliche Marianen | 2:07,73    |
| DNS   | Abdul Rahman Hasan Abdulla | Katar              |            |

## Halbfinale
In den drei Halbfinalläufen qualifizierten sich die jeweils ersten beiden Athleten – hellblau unterlegt – sowie die darüber hinaus zwei zeitschnellsten Läufer – hellgrün unterlegt – für das Finale.

### Halbfinallauf 1
27. August 1999, 19:30 Uhr
| Platz | Name               | Nation    | Zeit (min) |
| ----- | ------------------ | --------- | ---------- |
| 1     | Hezekiél Sepeng    | Südafrika | 1:45,20    |
| 2     | Andrea Longo       | Italien   | 1:45,63    |
| 3     | Rich Kenah         | USA       | 1:45,99    |
| 4     | Roberto Parra      | Spanien   | 1:46,07    |
| 5     | Wojciech Kałdowski | Polen     | 1:46,49    |
| 6     | Adem Hecini        | Algerien  | 1:46,61    |
| 7     | James Nolan        | Irland    | 1:47,07    |
| 8     | Kim Soon-Hyung     | Südkorea  | 1:47,15    |

### Halbfinallauf 2

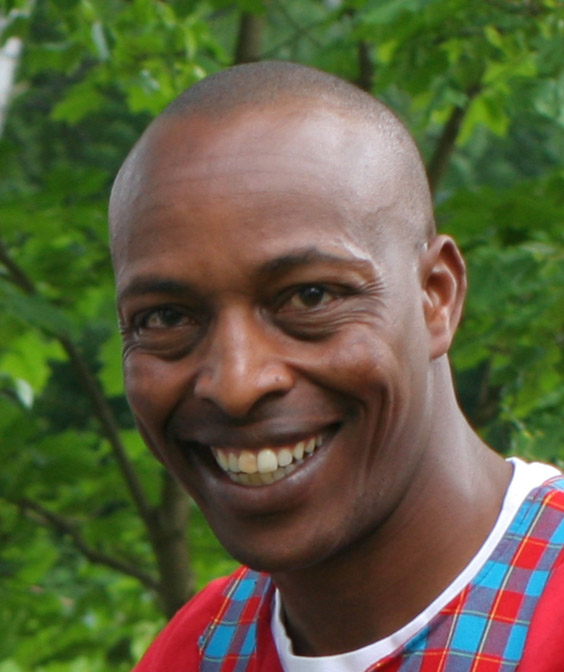
Wilson Kirwas siebter Platz in seinem Halbfinale reichte nicht zur Finalteilnahme

27. August 1999, 19:35 Uhr
| Platz | Name               | Nation      | Zeit (min) |
| ----- | ------------------ | ----------- | ---------- |
| 1     | Wilson Kipketer    | Dänemark    | 1:44,87    |
| 2     | Djabir Saïd-Guerni | Algerien    | 1:45,17    |
| 3     | Norberto Téllez    | Kuba        | 1:45,22    |
| 4     | Kennedy Kimwetich  | Kenia       | 1:45,67    |
| 5     | Roman Oravec       | Tschechien  | 1:45,78    |
| 6     | Savieri Ngidhi     | Simbabwe    | 1:46,56    |
| 7     | Wilson Kirwa       | Finnland    | 1:46,65    |
| 8     | Nico Motchebon     | Deutschland | 1:47,16    |

### Halbfinallauf 3
27. August 1999, 19:40 Uhr
| Platz | Name                   | Nation      | Zeit (min) |
| ----- | ---------------------- | ----------- | ---------- |
| 1     | Japheth Kimutai        | Kenia       | 1:47,74    |
| 2     | Nils Schumann          | Deutschland | 1:47,90    |
| 3     | André Bucher           | Schweiz     | 1:48,07    |
| 4     | Grant Cremer           | Australien  | 1:48,22    |
| 5     | Glody Dube             | Botswana    | 1:48,67    |
| 6     | Jean-Patrick Nduwimana | Burundi     | 1:48,91    |
| 7     | Johan Botha            | Südafrika   | 1:49,71    |
| 8     | Bryan Woodward         | USA         | 1:55,52    |

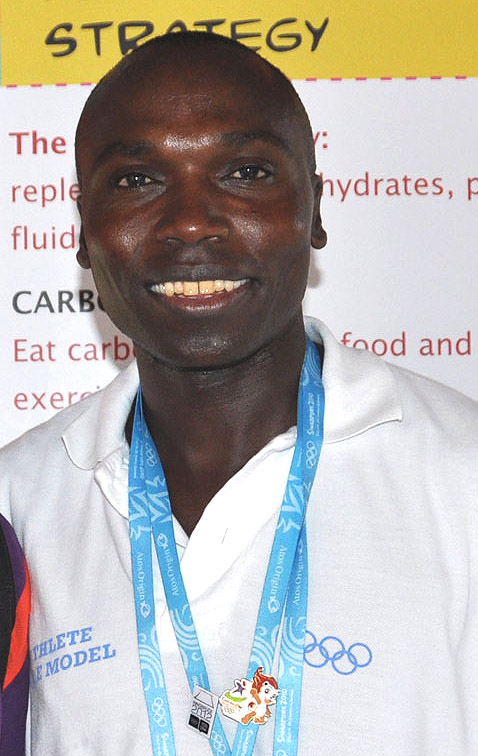
Weltrekordinhaber Wilson Kipketer wurde zum dritten Mal in Folge Weltmeister
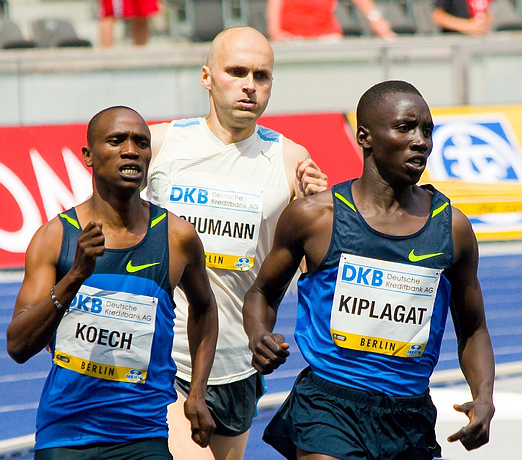
Nils Schumann, 1998 Europameister, musste sich im Finale mit Rang acht zufriedengeben

## Finale
29. August 1999, 20:30 Uhr
| Platz | Name               | Nation      | Zeit (min) |
| ----- | ------------------ | ----------- | ---------- |
| 1     | Wilson Kipketer    | Dänemark    | 1:43,30    |
| 2     | Hezekiél Sepeng    | Südafrika   | 1:43,32    |
| 3     | Djabir Saïd-Guerni | Algerien    | 1:44,18 NR |
| 4     | Norberto Téllez    | Kuba        | 1:45,03    |
| 5     | Japheth Kimutai    | Kenia       | 1:45,18    |
| 6     | Andrea Longo       | Italien     | 1:45,33    |
| 7     | Kennedy Kimwetich  | Kenia       | 1:46,27    |
| 8     | Nils Schumann      | Deutschland | 1:46,79    |

## Video
- 1999 World Championships Men's 800m Final auf youtube.com, abgerufen am 12. Juli 2020